# ヌートカ族
ヌートカ族（Nootka, ヌーチャーヌルス）はカナダ西岸（特にバンクーバー周辺）に住んでいる先住民(ファースト・ネーション)。
ヌートカの名称はジェームズ・クックが西洋人としてはじめてこの民族に遭遇したときに、ヌートカ族が回っている（ヌートカ）とクックらに対して話したことに由来する。現在では山沿いに住む民という意味のヌーチャーヌルス（Nuuchahnulth）と呼ばれることも多い（彼ら自身はこちらの呼び名を好んでいる）。
ワカシ語族のヌートカ語を母語とするが、現在話者は少なくなっており、消滅が危惧されている。ポトラッチと呼ばれる贈答の儀式を行う風習があり、その際にはできるだけ豪奢に振舞うのが礼儀とされている。